# بيل دي-292
بيل دي-292 (بالإنجليزية: Bell D-292)‏ هي مروحية أختبارية أنتجت في 1985 بالولايات المتحدة. من صناعة بيل للمروحيات. كان أول طيران لها في 30 أغسطس 1985. صنع منها 1 طائرة.